# Distrito de Río Santiago
El distrito de Río Santiago es uno de los tres distritos de la Provincia de Condorcanqui, ubicado en el Departamento de Amazonas, en el norte del Perú, en el territorio que comprende básicamente la cuenca del río Santiago. Limita por el norte con el Ecuador; por el este con el Departamento de Loreto; por el sur con el distrito de Nieva y; por el oeste con el distrito de El Cenepa.
Desde el punto de vista jerárquico de la Iglesia católica forma parte del Vicariato Apostólico de San Francisco Javier, también conocido como Vicariato Apostólico de Jaén en el Perú.

## Historia
El distrito fue creado el 18 de mayo de 1984 mediante Ley N.º 23832, en el segundo gobierno del Presidente Fernando Belaúnde Terry.

## Geografía
Abarca una extensión de 8 035,28 km² y tiene una población estimada mayor a 12 000 habitantes. 
Su capital es el pueblo de Puerto Galilea.

### Comunidades del Río Santiago
| - 1.- Escudero. - 2.- Papayaku. - 3.- San Martín. - 4.- Dos de Mayo. - 5.- Quim. - 6.- Ampama. - 7.- Onanga. - 8.- Cucuasa. - 9.- Pachis. - 10.- Candungos(Centro Poblado) - 11.- Limón. - 12.- Soledad. - 13.- Muchinguis. - 14.- Maich. | - 15.- Palometa. - 16.- Ayampis. - 17.- Baradero. - 18.- Ajachim. - 19.- Nauta. - 20.- Pashkus. - 21.- Progreso. - 22.- Chapiza ( centro poblado) - 23.- Nueva Esperanza. - 24.- Pampaentsa. - 25.- Panguana. - 26.- Chosica. | - 27.- Boca Chinganaza. - 28.- Villa Gonzalo. - 29.- Huabal. - 30.- Puerto Galilea (Municipalidad) - 31.- La Poza. - 32.- Yutupiz. - 33.- Camit Entsa. - 34.- Huayabal. - 35.- Tipishka. - 36.- Shebonal. - 37.- Fortaleza. - 38.- Belén. | - 39.- San Rafael. - 40.- Democracia. - 41.- Nueva alianza. - 42.- San Juan. - 43.- Pinglo. - 44.- Shiringa - 45.- Aintam - 46.- Jerusalén - 47.- Caterpiza - 48.- Nueva Luz - 49.- Alto Yutupis - 50.- Santa Rosa - 51.-Pumpuna Entsa - 52.-isla grande - 53.- Muwaim - 54.- Yujankim - 55.- Kunt Entsa - 56.- Kayamas - 57.- Kagkas - 58.- Kunkukim |

## Turismo
- Pongo de Manseriche: Es un desfiladero de 12 km de largo por 45 metros de ancho (en su parte más angosta), que concentra las aguas hasta causar un estruendo que se extiende sobre varios kilómetros a la redonda.

## Autoridades

### Municipales
- 2015 - 2018[3]
  - Alcalde: Mateo Impi Víctor, de Unidad y Democracia de Amazonas.
  - Regidores:

  1. Rogelio Sunka Yacum (Unidad y Democracia de Amazonas)
  2. Edgar Puanchin Juwag (Unidad y Democracia de Amazonas)
  3. Doris Dávila Vivanco (Unidad y Democracia de Amazonas)
  4. Rafael Chuin Wisui (Unidad y Democracia de Amazonas)
  5. Bernandino Chamik Pizango (Alianza para el Progreso)

### Religiosas
- Obispo vicario apostólico de Jaén: Monseñor Santiago María García de la Rasilla Domínguez, S.J.
- Asociación de las iglesias evangélicas Wampis del Río Santiago: Presidente: Darío Sajamin Calvo, Chapiza

## Festividades
- Enero: Aniversario de Puerto Galilea(Capital) 22- 24
- Mayo: Aniversario del Distrito Río Santiago 16- 18
- Junio: San Juan.
- Septiembre: patrona de La poza  22- 25.

## Ciudades Hermanas
Cantón Tiwintza, Ecuador